# Republikken Komi
Republikken Komi (russisk: Республика Коми, tr. Respublika Komi; komi: Коми Республика, tr. Komi Respublika) er en af 21 autonome republikker i Den Russiske Føderation. Republikken ligger lige vest for Uralbjergene og udgør dermed en af de østligste delstater i den europæiske del af Den Russiske Føderation, på grænsen til Asien. Republikkens areal er 416.774 km² med en befolkning på 864.424(2015).
Republikkens hovedstad er Syktyvkar (russisk og komi: Сыктывкар). Republikkens vegetation består fortrinsvis af taiga- og tundravegetation. Frem til 1800-tallet var området i hovedsagelig beboet af ugriske nomader, forfædre til dagens komier, den folkegruppe som har givet navn til republikken. I dag er majoriteten russere, men en fjerdedel af befolkningen er komier(2002).
70% af Republikken Komis areal er dækket af udbredte skovområder, og tømmerproduktion er en af republikkens største økonomiske ressourcer. Store dele af det resterende areal er dækket af vanskeligt tilgængelige tundraområder.
Et stort jomfrueligt tundra- og skovområde i Republikken Komi har siden 1995 fået status som en del af klodens bevaringsværdige naturområder og er optaget på UNESCOs liste over verdensarv. Det store område ligger i en region med nogle af Europas største relativt uberørte urskovsområder med et meget varieret plante- og dyreliv. Området, der betegnes som Jomfruelig Komi Skov omfatter 32.800 km² med en højdemæssig variation fra 98 m til 1.895 m. Forvaltningsmæssigt omfatter det beskyttede område naturreservatet Petjoro-Ilytjskij naturreservat på 730.000 ha, Jugyd va nationapark på 1.900.000 ha samt en bufferzone på 650.000 ha.

## Historie
Komiområdet blev en del af Rusland i 1472, da den russiske ekspansion mod øst tog fart.
Sovjetunionen dannede Syrjænernes autonome område i 1921. Komis Autonome Socialistiske Sovjetrepublik blev dannet i 1936. Der blev undervist på komi sprog i grundskolen fra 1930'erne, men med stramningerne i den sovjetiske sprogpolitik under Khrusjtsjov blev undervisningen i komi forbudt i slutningen af 1950'erne.
Fra 1930'erne fandtes flere fangelejre, der var en del af gulagsystemet, i republikken. Byen Vorkuta i nordøst opstod rundt om et af de største komplekser af fangelejre i den europæiske del af Rusland. Fangelejren var bygget op omkring kulminedrift. Det er anslået, at der var en million fanger i lejrene. Et fangeoprør i Vorkuta i 1953 blev slået ned af den røde hær med maskingeværer og kampvogne.
Efter Sovjetunionens opløsning, udfærdigede Komi Autonome Socialistiske Rådsrepublik en selvstændighedserklæring, men republikken vedblev at være en del af den russiske føderation. Republikken Komi og Rusland skrev i 1996 under på en aftale, der gav regeringen i Republikken Komi ret til at udvikle republikken relativt selvstændigt.
Siden 2010 har Vjatjeslav Gajzer været præsident i republikken Komi.

## Geografi
Republikken Komi er hovedsageligt lavland med lave højdedrag. I den østlige del af republikken ligger Uralbjergene; det højeste bjerg i Republikken Komi og Uralbjergene er Narodnaja, 1.894 moh.). Andre høje bjerge er Telpos, 1.617 moh. og Halmer-Ju, 1.363 moh. Langs den nordvestre og centrale del af republikken går Timan-ryggen eller Timan-bjerget, hvis højeste punkt er 463 moh.
Den største flod er den 1.809 km lange Petsjora, som har sine kilder i den sydøstre del af republikken, i Ural. Petsjora løber gennem Republikken Komi ind i Nenets autonome okrug. Nedbørsområdet er 322.000 kvadratkilometer, og de vigtigste bifloder er Usa og Izjma. I syd findes også Vytsjegda-flodens afvandingsområde. Vytsjegdas vigtigste bifloder er Vym og Sysola, som løber sammen med Vytsjegda i Syktyvkar.
Det nordlige nåleskovsbælte, taigaen, dækker 72,7 % af republikkens areal. Desuden er 9,8 % af arealet dækket af moser. Nåletræerne fyr og gran er mest almindelige i republikken, der ud over er der 20 løvtræstyper, blandt andre asp, birk, røn. I skovene er der sneharer, egern, ræve, bjørne, ulve, elge og fugle, blandt andre tjur, urfugl, ænder og gæs. I den sydlige del af republikken lever der europæisk los, vildsvin og kronhjort. De mest udbredte fiskearter er laks, helt og stalling.
Den nordligste del af republikken hører til tundraen. Helt i nord er det træløs tundra, 5 % af arealet. Mellem den træløse tundra og nåleskovbæltet ligger skovtundrabæltet, som dækker 4,5 % af arealet. På tundraen vokser bl.a. mosser, lav og dværgbirke. Af dyr findes der rener, lemminger og polarræve. Desuden yngler gæs, svaner og ænder og mange småfugle, som ernærer sig af de store flokke af myg og kvægmyg.
Gennemsnittstemperatur i januar er i nordøstdel af republikken i Vorkuta -20,4 Celsius og i syd i Syktyvkar -17,1 ˚C. Gennemsnittstemperatur i juli er +11,7 ˚C i Vorkuta og +16,6 ˚C i Syktyvkar.
De største nationalparker i republikken er Petjoro-Ilytjskij naturreservat langs Petsjoras bredder og Jugyd va nationapark øst i republikken, i Ural. Jugyd va nationapark blev i 1995 erklæret som verdensarvsted af UNESCO.

## Demografi
| Befolkningsgruppe   | Folketælling 19261 | Folketælling 19261 | Folketælling 1939 | Folketælling 1939 | Folketælling 1959 | Folketælling 1959 | Folketælling 1970 | Folketælling 1970 | Folketælling 1979 | Folketælling 1979 | Folketælling 1989 | Folketælling 1989 | Folketælling 2002 | Folketælling 2002 | Folketælling 2010 | Folketælling 2010 |
| Befolkningsgruppe   | Antal              | %                  | Antal             | %                 | Antal             | %                 | Antal             | %                 | Antal             | %                 | Antal             | %                 | Antal             | %                 | Antal             | %                 |
| ------------------- | ------------------ | ------------------ | ----------------- | ----------------- | ----------------- | ----------------- | ----------------- | ----------------- | ----------------- | ----------------- | ----------------- | ----------------- | ----------------- | ----------------- | ----------------- | ----------------- |
| Komier              | 191.245            | 92,2 %             | 231.301           | 72,5 %            | 245.074           | 30,4 %            | 276.178           | 28,6 %            | 280.798           | 25,3 %            | 291.542           | 23,3 %            | 256.464           | 25,2 %            | 202.348           | 22,5 %            |
| Russere             | 13.731             | 6,6 %              | 70.226            | 22,0 %            | 389.995           | 48,4 %            | 512.203           | 53,1 %            | 629.523           | 56,7 %            | 721.780           | 57,7 %            | 607.021           | 59,6 %            | 555.963           | 61,7 %            |
| Ukrainere           | 34                 | 0,0 %              | 6.010             | 1,9 %             | 80.132            | 9,9 %             | 82.955            | 8,6 %             | 94.154            | 8,5 %             | 104.170           | 8,3 %             | 62.115            | 6,1 %             | 36.082            | 4,0 %             |
| Tatarer             | 32                 | 0,0 %              | 709               | 0,2 %             | 8.459             | 1,0 %             | 11.906            | 1,2 %             | 17.836            | 1,6 %             | 25.980            | 2,1 %             | 15.680            | 1,5 %             | 10.779            | 1,2 %             |
| Hviderussere        | 11                 | 0,0 %              | 3.323             | 1,0 %             | 22.339            | 2,8 %             | 24.706            | 2,6 %             | 24.763            | 2,2 %             | 26.730            | 2,1 %             | 15.212            | 1,5 %             | 8.889             | 1,0 %             |
| Tyskere             | 15                 | 0,0 %              | 2.617             | 0,8 %             | 19.805            | 2,5 %             | 14.647            | 1,5 %             | 13.339            | 1,2 %             | 12.866            | 1,0 %             | 9.246             | 0,9 %             | 5.441             | 0,6 %             |
| Tjuvasjere          | 3                  | 0,0 %              | 246               | 0,1 %             | 3.493             | 0,4 %             | 6.567             | 0,7 %             | 8.545             | 0,8 %             | 11.253            | 0,9 %             | 7.529             | 0,7 %             | 5.077             | 0,6 %             |
| Aserbajdsjanere     | 0                  | 0,0 %              | 112               | 0,0 %             | 1.374             | 0,2 %             | 950               | 0,1 %             | 2.158             | 0,2 %             | 4.728             | 0,4 %             | 6.066             | 0,6 %             | 4.858             | 0,5 %             |
| Nenets              | 2.080              | 1,0 %              | 508               | 0,16 %            | 374               | 0,05 %            | 369               | 0,04 %            | 366               | 0,03 %            | 376               | 0,03 %            | 708               | 0,07 %            | 503               | 0,06 %            |
| Andre               | 163                | 0,1 %              | 3.944             | 1,2 %             | 35.154            | 4,4 %             | 34.321            | 3,6 %             | 38.879            | 3,5 %             | 51.422            | 4,1 %             | 38.633            | 3,8 %             | 71.249            | 7,9 %             |
| I alt               | 207.314            | 100 %              | 318.996           | 100 %             | 806.199           | 100 %             | 964.802           | 100 %             | 1.110.361         | 100 %             | 1.250.847         | 100 %             | 1.018.674         | 100 %             | 901.189           | 100 %             |
| 1daværende grænser; |                    |                    |                   |                   |                   |                   |                   |                   |                   |                   |                   |                   |                   |                   |                   |                   |

Den største byer er hovedstaden Syktyvkar (227.700), Vorkuta (184.000), Ukhta (98.700), Petsjora (57.400), Izjma, Sosnogorsk og Mikun. 74,2% af befolkningen i Republikken Komi bor i byer.

## Administrativ inddeling
Administrativt er Republikken Komi inddelt i 12 okruger og otte byer, som står direkte under republikadministrationen.
Store byer og bebyggelser (1. januar 2005)
| By                    | Komi/russisk       | Indbyggere |
| --------------------- | ------------------ | ---------- |
| Syktyvkar             | Сыктывкар          | 228.928    |
| Ukhta                 | Ухта               | 103.064    |
| Vorkuta               | Воркута            | 82.000     |
| Petsjora              | Печора             | 57.400     |
| Usinsk                | Усинск             | 45.238     |
| Inta                  | Инта               | 38.772     |
| Sosnogorsk            | Сосногорск         | 29.203     |
| Vorgasjor             | Воргашор           | 19.873     |
| Jemva                 | Емва               | 15.777     |
| Severnyj              | Северный           | 14.228     |
| Vuktyl                | Вуктыл             | 14.031     |
| Nizjnij Odes          | Нижний Одес        | 11.654     |
| Mikun                 | Микунь             | 11.409     |
| Zjesjart              | Жешарт             | 9.832      |
| Jarega                | Ярега              | 8.519      |
| Troitsko-Petsjorsk    | Троицко-Печорск    | 8.499      |
| Krasnozatonskij       | Краснозатонский    | 8.464      |
| Vodnyj                | Водный             | 6.662      |
| Usogorsk              | Усогорск           | 5.432      |
| Zapoljarnyj           | Заполярный         | 4.498      |
| Verkhnjaja Maksakovka | Верхняя Максаковка | 4.010      |
| Vojvozj               | Войвож             | 3.673      |
| Sjudajag              | Шудаяг             | 3.620      |
| Komsomolskij          | Комсомольский      | 3.426      |
| Kozjva                | Кожва              | 3.421      |
| Sindor                | Синдор             | 2.973      |
| Blagojevo             | Благоево           | 2.607      |
| Verkhnjaja Inta       | Верхняя Инта       | 2.095      |
| Sedkyrkesjtsj         | Седкыркещ          | 2.011      |

## Økonomi
Republikken Komi har rige naturressourcer, der findes stenkul, olie, naturgas, skifersten, asfalt, bauxit, stensalt, diamanter, halvædelstene, kvarts og mange forskellige malme, her under guld. Den vigtigste industri er olie- og energiindustrien, der står for 64% af republikkens industriproduktion. Der ud over er industrigrene skov-, bjergværks-, maskin-, træforædlings- og næringsmiddelindustri vigtige. Olie- og gasindustrien er koncentreret i Ukhta centralt i republikken og stenkulproduktionen til nordøst i Vorkuta. Andre vigtige industricentre er Syktyvkar, Petsjora og Izjma.
Landbruget er koncentreret om kvægdrift. I den sydlige del af republikken er det tamkvæg, og i nord er det ren, desuden drives der fiskeri og pelsdyropdræt og -jagt. I syd dyrkes græs til dyrefoder, grønsager og kartofler.

## Kommunikation
Den vigtigste vej går fra sydenden af republikken via Syktyvkar til Ukhta. Jernbanenettet er bygget op omkring Kotlas-Vorkuta-jernbanen, en bane som går fra sydvest i republikken til helt op i nordøst, til det Jamalo-Nenetsiske område. Ud fra denne bane går der mange andre baner, blandt andet fra Mikun til Syktyvkar, fra Mikun til Vendenga, fra Sosnogorsk til Troitsko-Petsjorsk og fra Synja til Usinsk. I løbet af de sidste 30 år er jernbanenettet i republikken blevet dobbelt så langt. Der er planer om at bygge en jernbane fra Syktyvkar via hovedstaden i det Permjakiske område Kudymkar til byen Perm.
De største floder i republikken, Petsjora og Vytsjegda er også vigtige for bådtrafikken.

## Politik
Republikken Komi har et parlament med 180 medlemmer. Præsidenten hedder fra 2010 Vjatsjeslav Mikhajlovitsj Gajzer og udenrigsministeren Aleksandr Okatov. Før Gajzer var Vladimir Torlopov præsident.

## Religion
Flertallet af indbyggerne i Republikken Komi er russisk ortodokse. Desuden kan der være nogle[kan være, eller er?], som praktiserer eller prøver at revitalisere den førkristne religion hos komierne. Komierne er, i modsætning til andre uralske folk i Rusland, blevet kristnet tidligst, og er dermed måske[er de, eller er de ikke?] det uralske folk, hvor kristendommen står stærkest.[blandt alle uralske folk, eller bare i Rusland?] I den senere tid har der været missionsvirksomhed fra jehovas vidner, adventister, pinsebevægelsen og lutheranere.

## Uddannelse
Det er ca. 450 folkeskoler i Republikken Komi. I Syktyvkar ligger Republikken Komis statlige universitet (grundlagt 1972), forskellige afdelinger af videnskabsakademiet, et pædagogisk institut og et skovteknisk institut. I Ukhta ligger Ukhtas Tekniske universitet, og i Vorkuta ligger der et skovbrugsøkonomisk institut.